# Liepen
Liepen är en ortsteil i kommunen Neetzow-Liepen i Landkreis Vorpommern-Greifswald i förbundslandet Mecklenburg-Vorpommern i Tyskland. Liepen var en kommun fram till 1 januari 2014 när den uppgick i Neetzow-Liepen. Liepen hade 315 invånare 2013.